# Milano-Sanremo 1914
La Milano-Sanremo 1914, ottava edizione della corsa, fu disputata il 5 aprile 1914, per un percorso totale di 286,5 km. Fu vinta dall'italiano Ugo Agostoni, giunto al traguardo con il tempo di 10h32'32" alla media di 27,176 km/h davanti a Carlo Galetti e Charles Crupelandt.
I ciclisti che partirono da Milano furono 72; coloro che tagliarono il traguardo a Sanremo furono 42.

## Ordine d'arrivo (Top 10)
| Pos. | Corridore           | Squadra                 | Tempo     |
| ---- | ------------------- | ----------------------- | --------- |
| 1    | Ugo Agostoni        | Bianchi                 | 10h32'32" |
| 2    | Carlo Galetti       | Bianchi                 | s.t.      |
| 3    | Charles Crupelandt  | La Française-Hutchinson | s.t.      |
| 4    | Jean Alavoine       | Peugeot-Wolber          | s.t.      |
| 5    | Giuseppe Santhià    | -                       | s.t.      |
| 6    | Luigi Ganna         | Ganna-Dunlop            | s.t.      |
| 7    | Luigi Lucotti       | Maino-Dunlop            | s.t.      |
| 8    | Vincenzo Borgarello | Atala-Dunlop            | s.t.      |
| 9    | Donald Kirkham      | -                       | s.t.      |
| 10   | Alfonso Calzolari   | Stucchi                 | s.t.      |